# Jacoform
Jacoform er et skomærke.
Modellerne med deres dertil hørende snørebånd findes i flere forskellige farver. Der findes Jacoform Original, Jacoform Classic og Jacoform Sandaler.
Jacoform har to butikker: en på Vester Voldgade 87 i København og en i Tyskland på Meurerstraße 39-41, 41836 Hückelhoven. 

## Opbygning
Der er for få eller ingen kildehenvisninger i dette afsnit, hvilket er et problem. Du kan hjælpe ved at angive troværdige kilder til de påstande, som fremføres.

Skoen er af mokkasintypen, fodformet, med lædersnører, sål af polyuretan og med 0 hæl. Den kaldes også en fodformet andefod (naturlæder).
Jacoform skoen blev udviklet i 1977. Ideen var at udvikle en sko, der passer optimalt til foden og dens funktion, i høj kvalitet. Bjørn Gustavsen var idemand, Jørgen Keller vidste alt om fodens funktion og Gerhard Lehman designede skoen. Skoen blev udviklet på A/S Jac. Engelbredts skofabrik i Vordingborg. Jacoform blev markedsført i helsidesannoncer i bl.a. Politiken, hvor skoens funktion blev forklaret, noget der ikke var set før. Markedet formeligt eksploderede, og fabrikken kunne i den første tid, slet ikke levere det der kunne sælges.
Jacoform har modtaget ID prisen, som eneste sko til dato, og Knud V. Engelhardts Mindelegat. Skoen er udstillet på Museum of Modern Art i New York. 